# 覇州市
覇州市（はしゅうし）は、中華人民共和国河北省廊坊市に位置する県級市。

## 歴史
五代十国時代の959年（顕徳6年）、後周により設置された覇州を前身とする。1189年（大定29年）、金朝は益津県が設置され覇州の州治とされた。元代になると1263年（中統4年）に一旦廃止されたが、1265年（至元2年）に再び益津県が設置されている。明朝が成立すると洪武初年に益津県は廃止され、覇州に編入。
1913年（民国2年）、中華民国により州制廃止された際に覇県と改称、1990年に県級市に昇格し覇州市と改編され現在に至る。

## 行政区画
- 街道:裕華街道
- 鎮:覇州鎮、南孟鎮、信安鎮、堂二里鎮、煎茶鋪鎮、勝芳鎮、楊芬港鎮、康仙荘鎮、王荘子鎮
- 郷:岔河集郷、東楊荘郷、東段郷